# روزالیند برویر
روزالیند برویر (انگلیسی: Rosalind Brewer؛ زادهٔ ۱۹۶۲ (۶۲–۶۳ سال)) اهالی کسب‌وکار، مدیر اجرایی و شیمی‌دان اهل ایالات متحده آمریکا است، که هم‌اکنون به‌عنوان مدیرعامل شرکت والگرینز بوتز آلینس فعالیت می‌کند.